# Bloodstained: Ritual of the Night
Bloodstained: Ritual of the Night: es un videojuego del género de Metroidvania desarrollado por ArtPlay y publicado por 505 Games. El desarrollo del juego estuvo dirigido por el anterior productor de la serie de videojuegos de Castlevania, Koji Igarashi, Bloodstained: Ritual of the Night se considera como un sucesor espiritual a la serie de Castlevania. En junio de 2019 se lanzó para Microsoft Windows , Nintendo Switch, PlayStation 4, y Xbox One.
El videojuego fue anunciado en 2015 junto con una campaña de Micromecenazgo (Crowdfunding) en la plataforma Kickstarter para demostrar a inversores la potencial de la demanda para videojuegos del género Metroidvania, campaña con la cual se recaudaron más de US$5.5 millones de Dólares.

## Sinopsis
Bloodstained: Ritual of the Night: Toma lugar en 1783 durante la Revolución Industrial. El Gremio de Alquimistas realizó investigaciones para invocar demonios creando a los Unfragmentados, humanos a quienes les fueron trasplantados cristales fusionados con poder demoníaco. Los Unfragmentados fueron sacrificados por el Gremio abriendo así las puertas al mundo de los demonios. Tras un enorme sacrificio la Iglesia logró expulsarles tras enormes pérdidas. Se creía que todos los Unfragmentados había muerto durante los sacrificios, pero solo dos sobrevivieron, Gebel, un muchacho que apenas sobrevivió de milagro a un ritual de sacrificio y la protagonista principal: Miriam, quien no había participado en ningún ritual tras sumirse en un misterioso sueño.
Diez años han pasado. Miriam ha despertado de su sueño y se da cuenta de que Gebel ha invocado demonios para destruir Inglaterra mientras busca vengarse de lo que le hicieron los alquimistas. Acompañado de Johannes, un miembro formal del Gremio de Alquimistas, Miriam emprende camino rumbo al castillo maldito de Gebel.

## Jugabilidad
La jugabilidad es al estilo de un Metroidvania, controlando a Miriam, el jugador explora una serie de habitaciones en laberinto con zonas al estilo de juegos de plataforma, combate de enemigos y jefes.

## Desarrollo

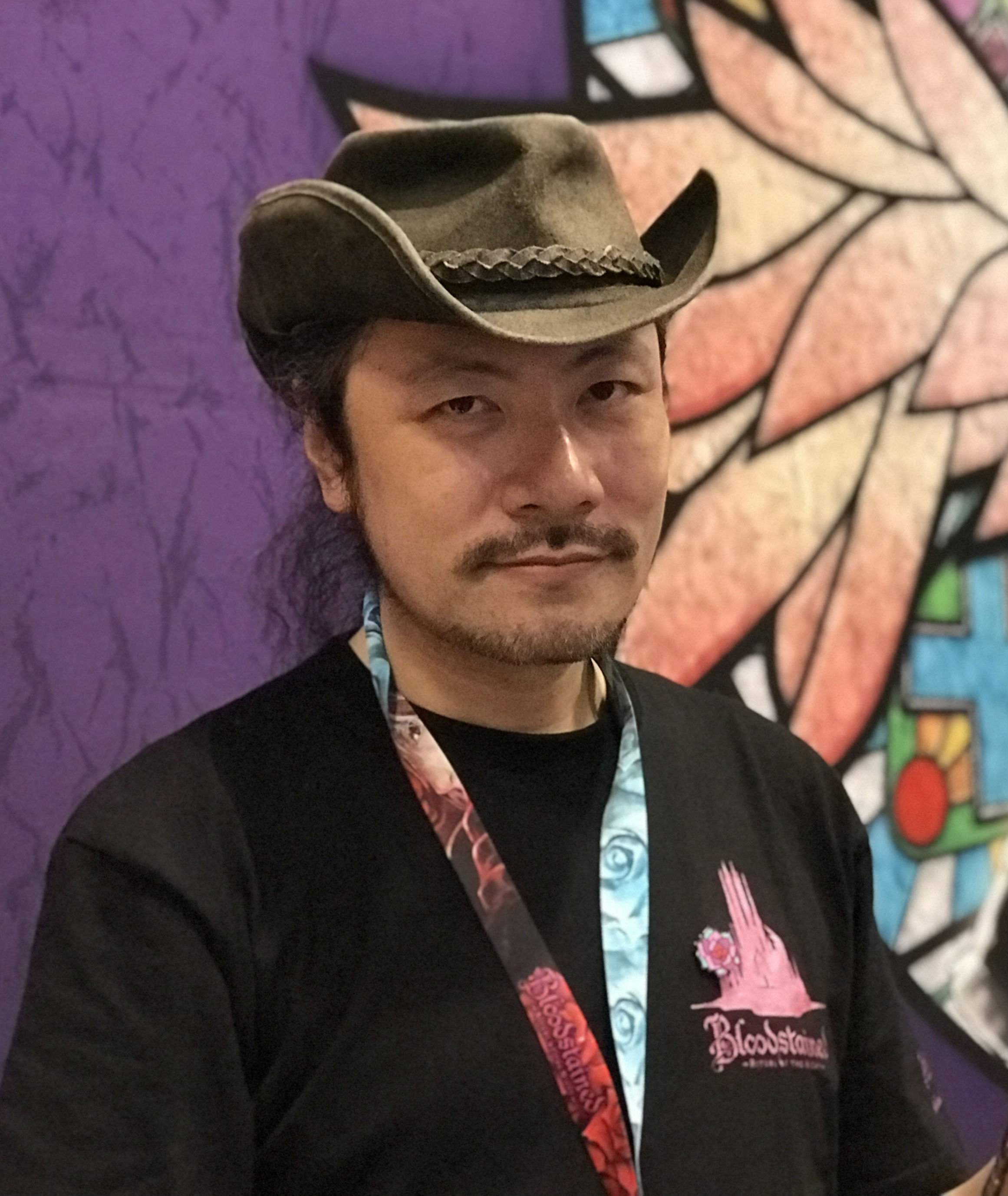
Productor y escritor de escenario Koji Igarashi en el 2017 Cómic de Nueva York Con

Bloodstained: Ritual of the Night es un sucesor espiritual al Castlevania serie por Konami, del cual Koji Igarashi había sido el productor de serie de 2001 a 2010.
En marzo de 2014, Igarashi dejó de trabajar en Konami.
Igarashi declaró que recibió un gran número de peticiones de seguidores para continuar desarrollando juegos de Castlevania, dándole otra razón para dejar Konami y empezar su estudio propio para desarrollar este tipo de juegos solicitados por fanes, incluyendo un juego con estilo Metroidvania similar a Castlevania.
En mayo de 2015 se lanza una campaña de Kickstarter, la promoción y manejo de redes sociales fue de la mano de Fangamer. La campaña tenía la intención de demostrar a los inversionistas que había un fuerte interés en el videojuego.
El nombre del juego está basado en el concepto de una maldición de cristales mágicos que aflige a los personales principales. Mientras el título (Ritual of the Night) es temáticamente basado alrededor del tema gótico de Castlevania, Igarashi no quiso incorporar el personaje de dominio público de Drácula a Bloodstained, sintiendo que haría el juego demasiado cercano a títulos de Castlevania.
Se optó que el personaje jugable principal Miriam fuera mujer reconociendo tendencias actuales en videojuegos en mercados Occidentales para presentar personajes principales femeninos fuertes.
La música del juego fue escrita principalmente por Michiru Yamane, una compositora de Konami quién había trabajado anteriormente en la música para varios juegos de Castlevania, junto con el grupo musical Noisycroak y una pista sola por Ippo Yamada.
Shutaro Iida, quién trabajó en anteriores juegos de Castlevania  como programador, director y diseñador, se integró al desarrollo del juego como planificador.
Igarashi y ArtPlay desarrollaron la narrativa del juego, diseño, y supervisión de producción.
En junio de 2016 contrataron a DICO como tercer editor para asistir en el desarrollo de assets y diseño de nivel.
El juego fue publicado y comercializado por 505 Games.
El desarrollador Inti Creates, tuvo a su cargo el desarrollo de un minijuego que se lanzó junto al juego principal.
Bloodstained fue desarrollado con el Unreal Engine 4.
El juego originalmente estaba planeado para salir en el año 2017 en las plataformas de Microsoft Windows, macOS, Linux, PlayStation 4, Xbox One, PlayStation Vita y Wii U. En ese mismo año se tomó la decisión de cancelar la versión de Wii U y transladarla al Nintendo Switch, debido a la dificultad de portar el juego así como la descontinuación de la Wii U. También la versión de PlayStation Vita se canceló en agosto de 2018 debido al bajo soporte de Sony a la consola. En diciembre de 2018, el equipo anunció que las versiones preevistas para macOS y Linux del juego también serían canceladas.
En 2018, se involucró a WayForward para ayudar con el desarrollo, específicamente para pulir el título.

## Lanzamiento
Bloodstained: Ritual of the Night se lanzó oficialmente el 18 de junio de 2019 para Windows, PlayStation 4, y Xbox One, y una semana más tarde, el 25 de junio de 2019 para el Nintendo Switch.

## Recepción
Según el portal de Metacritic, Bloodstained: Ritual of the Night recibió "reseñas favorables" en PC, PlayStation 4, y Xbox One, y "reseñas mixtas o promedio" en Nintendo Switch.